# Aidan Davison
Aidan John Davison (Sedgefield, 11 de maio de 1968) é um ex-futebolista e treinador de futebol inglês que defendeu a Irlanda do Norte.
Em sua carreira, destacou-se com as camisas de Grimsby Town e Colchester United, e também por uma curiosidade: emprestado por seis oportunidades, praticamente não entrou em campo: o máximo que disputou foram 9 jogos no Hull City, em 1996-97.

## Carreira em clubes
Iniciou sua carreira clubística em 1987, no Billingham Synthonia, time amador que disputa campeonatos regionais da Inglaterra. No ano seguinte, assinou com o Notts County, mas jogou apenas uma partida. Ao deixar os "Magpies", ficou dois anos sem entrar em campo, durante seus empréstimos para Leyton Orient, Bury (que o comprou em definitivo em 1989), Chester City e Blackpool.
Apenas em 1991 é que o goleiro teria uma sequência de jogos, após ser contratado pelo Millwall: foram 34 partidas até 1993, e durante sua passagem no Bolton Wanderers, entre 1993 e 1997 representando a equipe em 37 jogos. Entre 1996 e 1997, foi novamente emprestado, agora para Ipswich Town (não atuou) e Hull City (nove partidas).
Passou ainda por Bradford City, Grimsby Town, Sheffield United (2 jogos), novamente Bradford City (agora por empréstimo) e Grimsby Town, até assinar com o Colchester United em 2004. Foi nos "U's" que Davison conseguiu maior destaque em sua carreira, tendo atuado em 99 partidas até 2008, ano em que pendurou as chuteiras pela primeira vez. Em seguida, realizou seu grande sonho: morar nos Estados Unidos, juntamente com sua esposa Kristine e os filhos, Ryan, Kiera e Mia.
Após encerrar a carreira, Davison foi integrado à comissão técnica do Hull City, mas foi requisitado a cancelar a aposentadoria em um amistoso contra o Galway United. Aos 41 anos, era treinador da equipe reserva dos Tigres, e foi escalado para a reserva de Matt Duke. Em seguida, voltou a se aposentar.
Em 2011, foi escolhido como técnico interino do FC JAX Destroyers, sendo sua primeira experiência como treinador em uma equipe principal.

## Seleção Norte-irlandesa
Embora seja inglês de nascimento, Davison preferiu a Seleção da Irlanda do Norte, onde fez 3 partidas entre 1996 e 1997, além de um jogo pela equipe B, também em 1996. Na época, enfrentou Suécia, Tailândia e Alemanha.[carece de fontes?]